# جاسم البديوي
جاسم محمد البديوي (مواليد 22 فبراير 1968) سياسي كويتي، وأمين عام مجلس التعاون لدول الخليج العربية منذ 1 فبراير 2023.

## عن حياته
- ولد جاسم البديوي في 22 فبراير 1968.
- حصل في سنة 1993 على درجة دبلوم في الدراسات الدبلوماسية من جامعة أوكسفود في إنجلترا.
- وكما حصل على بكالوريوس إعلام من جامعة يوتاه في الولايات المتحدة الأمريكية.
- عيّن بسفارة دولة الكويت لدى اليابان خلال الفترة من 1993 إلى 1997.[2]
- عين في سفارة دولة الكويت لدى النمسا والبعثة الدائمة لدولة الكويت لدى الأمم المتحدة في فيينا خلال الفترة 1997 - 2001.
- شغل منصب نائب مدير أدارة مكتب الوكيل في وزارة الخارجية خلال الفترة 2012 حتى 2013.
- في سنة 2013 عُين سفيراً لدولة الكويت لدى جمهورية كوريا الجنوبية نوفمبر خلال الفترة وشغل المنصب حتى سنة 2016.
- في سنة 2016 عُين سفيراً لدولة الكويت لدى مملكة بلجيكا وشغل المنصب حتى سنة 2022.
- شغل منصب رئيس بعثة دولة الكويت لدى حلف شمال الأطلسي (الناتو) ديسمبر خلال الفترة 2016 حتى 2022.
- شغل منصب رئيس بعثة دولة الكويت لدى الاتحاد الأوروبي خلال الفترة من 2017 إلى 2022.
- وعُين في أغسطس 2022 سفيراً لدولة الكويت لدى الولايات المتحدة الأمريكية وشغل المنصب حتى 1 فيراير 2023.
- وعُين أميناً عاماً لمجلس التعاون لدول الخليج العربية بناء على قرار المجلس الأعلى المجلس التعاون الخليجي خلال القمة الخليجية 2022 في دورتها ال43 التي عقدت في الرياض بالمملكة العربية السعودية حيث يتولى المنصب منذ 1 فبراير 2023 [1]